# Duc de Montrose
Pour les articles homonymes, voir Montrose.
Le titre de duc de Montrose (nommé d'après Montrose, dans le comté d'Angus) est créé dans la pairie d'Écosse en 1488 en faveur de David Lindsay. Il est aboli, puis restauré, mais seulement pour le restant de sa vie. Ainsi, le titre s'éteint à sa mort. Il est à nouveau accordé en 1707, toujours dans la pairie d'Écosse, en faveur du 4e marquis de Montrose et appartient depuis à la famille Graham. 
Les titres subsidiaires du duc sont: marquis de Montrose (créé en 1644), marquis de Graham et de Buchanan (1707), comte de Montrose (1505), comte de Kincardine (1707), comte Graham de Belford (1722), vicomte de Dundaff (1707), Lord Graham (1415), Lord Aberruthven, Mugdock et Fintrie (1707) et baron Graham de Belford (1722). Les titres de comte et baron Graham de Belford appartiennent à la pairie de Grande-Bretagne, tous les autres titres à la pairie d'Écosse. Le fils aîné du duc dispose du titre de marquis de Graham et de Buchanan.
La famille réside à Auchmar, près de Loch Lomond.

## Lords Graham (1445)
- 1445-1466 : Patrick Graham (ru) († 1466), lord du parlement. Son grand-père portait ce titre de manière officieuse ;
- 1466-1472 : William Graham (ru) († 1471), fils du précédent ;
- 1472-1513 : William Graham (en) (1462/63-1513), fils du précédent. Devient comte de Montrose en 1505.

## Ducs de Montrose, première création (1488)
- 1488, 1489-1495 : David Lindsay (1440-1495), 5e comte de Crawford. Titre confisqué en 1488 puis confirmé en 1489, mais seulement à vie.

## Comtes de Montrose (1503)
- 1503-1513 : William Graham (en) (1462/63-1513) ;
- 1513-1571 : William Graham (en) (1492-1571), fils du précédent ;
- 1571-1608 : John Graham (en) (1548-1608), petit-fils du précédent ;
- 1608-1626 : John Graham (en) (1573-1626), fils du précédent ;
- 1626-1650 : James Graham  (1612-1650), fils du précédent. Devient marquis de Montrose en 1644.

## Marquis de Montrose (1644)
- 1644-1650 : James Graham (1612-1650) ;
- 1650-1669 : James Graham (1633-1669), fils du précédent ;
- 1669-1684 : John Graham (en) (1657-1684), fils du précédent ;
- 1684-1742 : James Graham  (1682-1742), fils du précédent. Devient duc de Montrose en 1707.

## Ducs de Montrose, seconde création (1707)
- 1707-1742 : James Graham (1682-1742) ;
- 1742-1790 : William Graham (1712-1790), frère du précédent ;
- 1790-1836 : James Graham (1755-1836), fils du précédent ;
- 1836-1874 : James Graham (1799-1874), fils du précédent ;
- 1874-1925 : Douglas Graham (1852-1925), fils du précédent ;
- 1925-1954 : James Graham (1878-1954), fils du précédent ;
- 1954-1992 : James Graham (1907-1992), fils du précédent ;
- depuis 1992 : James Graham (né en 1935), fils du précédent.

Son fils et héritier présomptif : James Alexander Graham, marquis de Graham (né en 1973)